# Glossanodon kotakamaru
Glossanodon kotakamaru är en fiskart som beskrevs av Hideki Endo och Nashida 2010. Glossanodon kotakamaru ingår i släktet Glossanodon och familjen guldlaxfiskar. Inga underarter finns listade i Catalogue of Life.